# Bélgica en el Festival de la Canción de Eurovisión 2021
Bélgica participó en el LXV Festival de la Canción de Eurovisión, celebrado en Róterdam, Países Bajos del 18 al 22 de mayo del 2021, tras la victoria de Duncan Laurence con la canción «Arcade». La Vlaamse Radio- en Televisieomroeporganisatie (VRT) decidió mantener a los representantes de Bélgica de la cancelada edición de 2020, el grupo Hooverphonic para participar en la edición de 2021, siendo presentada en el mes de marzo la canción «The Wrong Place» con la cual competirían.
Dentro del festival, Hooverphonic logró clasificarse dentro de la semifinal 1 tras obtener una sumatoria de 117 puntos, colocándose en el 9.° lugar. Finalmente, Bélgica se clasificaría en 19.ª posición con una sumatoria de 74 puntos: 71 del jurado profesional y 3 del televoto.

## Historia de Bélgica en el Festival
Bélgica es uno de los países fundadores del festival, debutando en 1956. Desde entonces el país ha concursado en 61 ocasiones, posicionándose en 24 ocasiones dentro de los mejores 10 de la competencia. Bélgica ha logrado vencer en una ocasión el festival: en 1986, con Sandra Kim y la canción «J'aime la vie». Sandra mantiene el récord de la ganadora más joven en la historia, al vencer el concurso con 13 años de edad. Desde la introducción de las semifinales en 2004, el país inició una mala racha de eliminaciones en semifinales, quedando eliminado en 8 de las primeras 11 semifinales que se realizaron. A partir, de 2015, Bélgica cambió su trayectoria logrando tres Top 10 consecutivos en 5 intentos.
Los representantes para la edición cancelada de 2020 eran el grupo Hooverphonic con la canción «Release Me». En 2019, el artista seleccionado internamente Eliot no logró clasificarse para la final, terminando en 13.ª posición con 70 puntos en la primera semifinal, con el tema «Wake Up».

## Representante para Eurovisión

### Elección Interna
Bélgica confirmó su participación en el Festival de la Canción de Eurovisión 2021 en marzo de 2020. Bélgica anunció, que al igual que la mayoría de los países participantes, volvió a seleccionar como representantes a los participantes elegidos para la edición de 2020, el grupo Hooverphonic. La televisión de habla flamenca VRT logró un acuerdo con la televisión de habla francesa RBTF para poder continuar con el proyecto con el grupo, intercambiándose los años que organizarían la participación en Eurovisión. En noviembre de 2020, el grupo anunció que la vocalista del grupo Luka Cruysberghs saldría del conjunto, siendo reemplazada por la vocalista original del grupo, Geike Arnaert. El tema «The Wrong Place» fue presentado el 4 de marzo de 2021.

## En Eurovisión
De acuerdo a las reglas del festival, todos los concursantes inician desde las semifinales, a excepción del anfitrión (en este caso, Países Bajos) y el Big Five compuesto por Alemania, España, Francia, Italia y Reino Unido. La producción del festival decidió respetar el sorteo ya realizado para la edición cancelada de 2020 por lo que se determinó que el país, tendría que participar en la primera semifinal. En este mismo sorteo, se determinó que participaría en la segunda mitad de la semifinal (posiciones 8-16). Semanas después, ya conocidos los artistas y sus respectivas canciones participantes, la producción del programa dio a conocer el orden de actuación, determinando que Bélgica participara en la decimoprimera posición, precedida por Croacia y seguido de Israel.
Los comentarios para Bélgica corrieron por parte de Peter Van de Veire en televisión mientras que la gran final fue transmitida por radio con comentarios de Anja Daems y Showbizz Bart, ambos casos para la región flamenca por la cadena VRT. La cadena RTBF retransmitió el festival con un retraso de 90 minutos para televisión y de una hora en radio para la región francófona con comentarios de Fanny Jandrain y Jean-Louis Lahaye en ambos casos.  La portavoz de la votación del jurado profesional belga fue la presentadora de televisión Danira Boukhriss.

### Semifinal 1
Hooverphonic tomó parte de los primeros ensayos los días 9 y 12 de mayo, así como de los ensayos generales con vestuario de la primera semifinal los días 17 y 18 de mayo. El ensayo general de la tarde del 17 fue tomado en cuenta por los jurados profesionales para emitir sus votos, que representan el 50% de los puntos. Bélgica se presentó en la posición 11, detrás de Israel y por delante de Croacia. La actuación belga fue sencilla, con la vocalista Geike Arnaert con un vestido corto negro con brillos rodeada de los otros dos miembros de la banda: Alex Callier en el teclado y Raymond Geerts en el bajo, junto a un baterista y una corista. El escenario se mantuvo en penumbras con una iluminación blanca sencilla alrededor de la banda, y en el fondo se proyectaba a la misma Geike interpretando la canción en una proyección monocromática, siguiendo el concepto intimista de la puesta en escena.
Al final del show, Bélgica fue anunciada como uno de los 10 países finalistas. Los resultados revelados una vez terminado el festival, posicionaron al grupo belga en la 9.ª posición con 117 puntos, colocándose en 11.° lugar de televoto con 47 puntos, y obteniendo la 7.ª posición del jurado profesional con 70 puntos. Esta fue la primera vez que Bélgica clasificaba a la final desde 2017.

### Final
Durante la rueda de prensa de los ganadores de la primera semifinal, se realizó el sorteo en el que se decidió en que mitad participaría cada finalista. Bélgica fue sorteada para participar en la primera mitad de la final (posiciones 1-13). El orden de actuación revelado durante la madrugada del viernes 21 de mayo, en el que se decidió que Bélgica debía actuar en la posición 4 por delante de Israel y detrás de Rusia.
Durante la votación final, Bélgica se colocó en la 13.ª posición del jurado profesional con 71 puntos. Posteriormente, se reveló su puntuación del televoto: un 22.° lugar con solo 3 puntos, 2 de Lituania y 1 de Ucrania, que le dieron la sumatoria final de 74 puntos, finalizando en 19.ª posición.

### Votación

#### Puntuación otorgada a Bélgica

##### Semifinal 1
| Jurado             | Jurado                                       | Jurado             | Jurado                          | Jurado             |
| 12 puntos          | 10 puntos                                    | 8 puntos           | 7 puntos                        | 6 puntos           |
| ------------------ | -------------------------------------------- | ------------------ | ------------------------------- | ------------------ |
|                    | - Italia - Lituania - Países Bajos - Ucrania |                    | - Israel                        | - Rusia            |
| 5 puntos           | 4 puntos                                     | 3 puntos           | 2 puntos                        | 1 punto            |
| - Eslovenia        | - Croacia - Chipre                           |                    | - Azerbaiyán - Suecia           |                    |
| Televoto           |                                              |                    |                                 |                    |
| 12 puntos          | 10 puntos                                    | 8 puntos           | 7 puntos                        | 6 puntos           |
|                    | - Lituania                                   |                    | - Países Bajos                  |                    |
| 5 puntos           | 4 puntos                                     | 3 puntos           | 2 puntos                        | 1 punto            |
| - Suecia - Ucrania | - Eslovenia - Italia                         | - Alemania - Rusia | - Macedonia del Norte - Noruega | - Israel - Rumania |

##### Final
| Jurado              | Jurado    | Jurado                                                              | Jurado     | Jurado                                                  |
| 12 puntos           | 10 puntos | 8 puntos                                                            | 7 puntos   | 6 puntos                                                |
| ------------------- | --------- | ------------------------------------------------------------------- | ---------- | ------------------------------------------------------- |
|                     |           |                                                                     | - Lituania | - Eslovenia - Francia - Israel - Países Bajos - Ucrania |
| 5 puntos            | 4 puntos  | 3 puntos                                                            | 2 puntos   | 1 punto                                                 |
| - Italia - Portugal | - Chipre  | - Azerbaiyán - Grecia - Irlanda - Polonia - República Checa - Rusia |            | - Reino Unido - Suecia                                  |
| Televoto            |           |                                                                     |            |                                                         |
| 12 puntos           | 10 puntos | 8 puntos                                                            | 7 puntos   | 6 puntos                                                |
|                     |           |                                                                     |            |                                                         |
| 5 puntos            | 4 puntos  | 3 puntos                                                            | 2 puntos   | 1 punto                                                 |
|                     |           |                                                                     | - Lituania | - Ucrania                                               |

#### Puntuación otorgada por Bélgica
| Puntos    | Jurado   | Televoto   |
| --------- | -------- | ---------- |
| 12 puntos | Rusia    | Malta      |
| 10 puntos | Ucrania  | Ucrania    |
| 8 puntos  | Malta    | Lituania   |
| 7 puntos  | Noruega  | Suecia     |
| 6 puntos  | Suecia   | Noruega    |
| 5 puntos  | Rumania  | Azerbaiyán |
| 4 puntos  | Israel   | Israel     |
| 3 puntos  | Irlanda  | Chipre     |
| 2 puntos  | Lituania | Rusia      |
| 1 punto   | Croacia  | Rumania    |

| Puntos    | Jurado    | Televoto  |
| --------- | --------- | --------- |
| 12 puntos | Suiza     | Francia   |
| 10 puntos | Ucrania   | Ucrania   |
| 8 puntos  | Finlandia | Italia    |
| 7 puntos  | Rusia     | Lituania  |
| 6 puntos  | Bulgaria  | Finlandia |
| 5 puntos  | Malta     | Islandia  |
| 4 puntos  | Suecia    | Suiza     |
| 3 puntos  | Islandia  | Suecia    |
| 2 puntos  | Italia    | Malta     |
| 1 punto   | Portugal  | Noruega   |

##### Desglose
El jurado belga estuvo compuesto por:
- Lien De Greef (Lady Linn)
- Stefaan Fernande
- Yves Ruth
- Pommelien Thijs
- Katrien Verbeeck (Kate Ryan)

| Semifinal 1 | Semifinal 1         | Semifinal 1                | Semifinal 1                | Semifinal 1                | Semifinal 1                | Semifinal 1                | Semifinal 1                | Semifinal 1                | Semifinal 1                | Semifinal 1                |
| N.º         | País                | Jurado                     | Jurado                     | Jurado                     | Jurado                     | Jurado                     | Jurado                     | Jurado                     | Televoto                   | Televoto                   |
| N.º         | País                | Jurado A                   | Jurado B                   | Jurado C                   | Jurado D                   | Jurado E                   | Ranking                    | Puntos                     | Ranking                    | Puntos                     |
| ----------- | ------------------- | -------------------------- | -------------------------- | -------------------------- | -------------------------- | -------------------------- | -------------------------- | -------------------------- | -------------------------- | -------------------------- |
| 01          | Lituania            | 9                          | 11                         | 10                         | 6                          | 8                          | 9                          | 2                          | 3                          | 8                          |
| 02          | Eslovenia           | 12                         | 10                         | 13                         | 9                          | 10                         | 12                         |                            | 14                         |                            |
| 03          | Rusia               | 2                          | 2                          | 1                          | 2                          | 1                          | 1                          | 12                         | 9                          | 2                          |
| 04          | Suecia              | 10                         | 3                          | 6                          | 10                         | 4                          | 5                          | 6                          | 4                          | 7                          |
| 05          | Australia           | 7                          | 15                         | 7                          | 12                         | 7                          | 11                         |                            | 15                         |                            |
| 06          | Macedonia del Norte | 11                         | 14                         | 15                         | 13                         | 15                         | 15                         |                            | 13                         |                            |
| 07          | Irlanda             | 13                         | 8                          | 9                          | 4                          | 11                         | 8                          | 3                          | 12                         |                            |
| 08          | Chipre              | 8                          | 12                         | 12                         | 15                         | 13                         | 13                         |                            | 8                          | 3                          |
| 09          | Noruega             | 4                          | 6                          | 5                          | 3                          | 3                          | 4                          | 7                          | 5                          | 6                          |
| 10          | Croacia             | 6                          | 7                          | 11                         | 14                         | 9                          | 10                         | 1                          | 11                         |                            |
| 11          | Bélgica             | -------------------------- | -------------------------- | -------------------------- | -------------------------- | -------------------------- | -------------------------- | -------------------------- | -------------------------- | -------------------------- |
| 12          | Israel              | 5                          | 9                          | 4                          | 7                          | 12                         | 7                          | 4                          | 7                          | 4                          |
| 13          | Rumania             | 15                         | 5                          | 8                          | 5                          | 5                          | 6                          | 5                          | 10                         | 1                          |
| 14          | Azerbaiyán          | 14                         | 13                         | 14                         | 11                         | 14                         | 14                         |                            | 6                          | 5                          |
| 15          | Ucrania             | 1                          | 4                          | 3                          | 1                          | 2                          | 2                          | 10                         | 2                          | 10                         |
| 16          | Malta               | 3                          | 1                          | 2                          | 8                          | 6                          | 3                          | 8                          | 1                          | 12                         |

| Final | Final        | Final                      | Final                      | Final                      | Final                      | Final                      | Final                      | Final                      | Final                      | Final                      |
| N.º   | País         | Jurado                     | Jurado                     | Jurado                     | Jurado                     | Jurado                     | Jurado                     | Jurado                     | Televoto                   | Televoto                   |
| N.º   | País         | Jurado A                   | Jurado B                   | Jurado C                   | Jurado D                   | Jurado E                   | Ranking                    | Puntos                     | Ranking                    | Puntos                     |
| ----- | ------------ | -------------------------- | -------------------------- | -------------------------- | -------------------------- | -------------------------- | -------------------------- | -------------------------- | -------------------------- | -------------------------- |
| 01    | Chipre       | 14                         | 19                         | 18                         | 11                         | 12                         | 17                         |                            | 17                         |                            |
| 02    | Albania      | 18                         | 21                         | 23                         | 20                         | 22                         | 20                         |                            | 15                         |                            |
| 03    | Israel       | 10                         | 17                         | 10                         | 18                         | 16                         | 16                         |                            | 19                         |                            |
| 04    | Bélgica      | -------------------------- | -------------------------- | -------------------------- | -------------------------- | -------------------------- | -------------------------- | -------------------------- | -------------------------- | -------------------------- |
| 05    | Rusia        | 3                          | 3                          | 2                          | 7                          | 3                          | 4                          | 7                          | 16                         |                            |
| 06    | Malta        | 5                          | 5                          | 3                          | 12                         | 14                         | 6                          | 5                          | 9                          | 2                          |
| 07    | Portugal     | 12                         | 12                         | 9                          | 13                         | 8                          | 10                         | 1                          | 11                         |                            |
| 08    | Serbia       | 24                         | 18                         | 19                         | 22                         | 21                         | 19                         |                            | 22                         |                            |
| 09    | Reino Unido  | 21                         | 20                         | 21                         | 21                         | 20                         | 21                         |                            | 25                         |                            |
| 10    | Grecia       | 20                         | 16                         | 15                         | 15                         | 17                         | 18                         |                            | 12                         |                            |
| 11    | Suiza        | 2                          | 1                          | 1                          | 3                          | 1                          | 1                          | 12                         | 7                          | 4                          |
| 12    | Islandia     | 4                          | 7                          | 11                         | 5                          | 11                         | 8                          | 3                          | 6                          | 5                          |
| 13    | España       | 13                         | 8                          | 17                         | 16                         | 9                          | 12                         |                            | 21                         |                            |
| 14    | Moldavia     | 25                         | 25                         | 25                         | 24                         | 24                         | 25                         |                            | 24                         |                            |
| 15    | Alemania     | 23                         | 24                         | 24                         | 23                         | 25                         | 24                         |                            | 20                         |                            |
| 16    | Finlandia    | 6                          | 4                          | 5                          | 1                          | 2                          | 3                          | 8                          | 5                          | 6                          |
| 17    | Bulgaria     | 7                          | 11                         | 4                          | 4                          | 4                          | 5                          | 6                          | 14                         |                            |
| 18    | Lituania     | 9                          | 14                         | 14                         | 14                         | 10                         | 13                         |                            | 4                          | 7                          |
| 19    | Ucrania      | 1                          | 2                          | 6                          | 2                          | 6                          | 2                          | 10                         | 2                          | 10                         |
| 20    | Francia      | 15                         | 9                          | 12                         | 17                         | 15                         | 15                         |                            | 1                          | 12                         |
| 21    | Azerbaiyán   | 22                         | 23                         | 20                         | 25                         | 19                         | 23                         |                            | 13                         |                            |
| 22    | Noruega      | 16                         | 13                         | 13                         | 9                          | 13                         | 14                         |                            | 10                         | 1                          |
| 23    | Países Bajos | 11                         | 10                         | 8                          | 10                         | 18                         | 11                         |                            | 18                         |                            |
| 24    | Italia       | 17                         | 15                         | 16                         | 6                          | 7                          | 9                          | 2                          | 3                          | 8                          |
| 25    | Suecia       | 8                          | 6                          | 7                          | 8                          | 5                          | 7                          | 4                          | 8                          | 3                          |
| 26    | San Marino   | 19                         | 22                         | 22                         | 19                         | 23                         | 22                         |                            | 23                         |                            |